# Flèche wallonne 1949
La Flèche wallonne 1949, 13e édition de la course, a lieu le 13 avril 1949 sur un parcours de 231 km. La victoire revient au sprint au Belge Rik Van Steenbergen, qui a terminé la course en 6 h 20 min 34 s, devant son compatriote Edward Peeters et l'Italien Fausto Coppi.
Sur la ligne d’arrivée à Liège, 49 des 196 coureurs au départ à Charleroi ont terminé la course.
La course est l'une des épreuves comptant pour le Challenge Desgrange-Colombo.

## Classement final
| #  | Coureur             | Équipe             |    | Temps           |
| -- | ------------------- | ------------------ | -- | --------------- |
| 1  | Rik Van Steenbergen | Mercier-Hutchinson | en | 6 h 20 min 34 s |
| 2  | Edward Peeters      | Garin-Wolber       | +  | 0 s             |
| 3  | Fausto Coppi        | Bianchi-Ursus      |    | 0 s             |
| 4  | Giuseppe Cerami     | Peugeot            |    | 0 s             |
| 5  | Marcel De Mulder    | Alcyon-Dunlop      |    | 0 s             |
| 6  | Roger Gyselinck     | Groene Leeuw       |    | 41 s            |
| 7  | Louis Caput         | Olympia            |    | 3 min 11 s      |
| 8  | Maurice Mollin      | Mercier-Hutchinson |    | 3 min 11 s      |
| 9  | Louison Bobet       | Stella-Dunlop      |    | 3 min 11 s      |
| 10 | Joseph Verhaert     | Mercier-Hutchinson |    | 3 min 11 s      |